# Hans Sielaff
Hans Willi Ernst Sielaff (ur. 2 października 1904, zm. 12 listopada 1948 w Landsberg am Lech) – zbrodniarz hitlerowski, członek załogi obozu koncentracyjnego Mauthausen-Gusen i SS-Unterscharführer.
Z zawodu był szewcem. Przed wstąpieniem do SS służył w hitlerowskiej Luftwaffe. 1 września 1944 rozpoczął służbę w Gusen jako strażnik. Następnie kierował komandami więźniów w zakładach Messerschmitta i fabryce zbrojeniowej w St. Georgen do maja 1945 r. Mordował podległych mu więźniów i znęcał się nad nimi.
Hans Sielaff został osądzony w dziewiętnastym procesie załogi Mauthausen-Gusen przed amerykańskim Trybunałem Wojskowym w Dachau. Skazano go na karę śmierci przez powieszenie. Wyrok wykonano 12 listopada 1948 r. w więzieniu Landsberg.